# خوان خوزه دو آمزاگا
خوان خوزه دو آمزاگا (انگلیسی: Juan José de Amézaga؛ زاده ۲۸ ژانویهٔ ۱۸۸۱ – درگذشته ۲۱ اوت ۱۹۵۶) سیاست‌مدار اهل اروگوئه بود. وی از ۱ مارس ۱۹۴۳ تا ۱ مارس ۱۹۴۷ رئیس‌جمهور این کشور بود.
خوان خوزه دو آمزاگا در ۲۱ اوت ۱۹۵۶، در سن ۷۵ سالگی درگذشت.